# Kei Munechika
Kei Munechika (født 29. maj 1992) er en japansk fodboldspiller, som spiller for den japanske fodboldklub YSCC Yokohama.